# Juan de Badajoz (músico)
Juan de Badajoz, en portugués: João de Badajós, (fl. 1521-1558) fue un compositor español del Renacimiento activo en Portugal.

## Vida
Sobre Juan de Badajoz se conservan muy pocos datos biográficos. Del nombre se deduce que era de Badajoz o de las cercanías y por lo tanto español. Es posible que fuese tañedor de vihuela en la corte real aragonesa de Fernando el Católico, durante su estancia en Italia hacia 1506 y 1507. La inclusión de obras de colecciones italianas podría confirmar este hecho.
La primera referencia sobre el músico es de 1521 y se encuentra en las cuentas de la casa real portuguesa, donde se le menciona como tañedor de «vihuela». La segunda mención es en Auto de Inês Pereira (1523) de Gil Vicente. Es típico de este dramaturgo portugués mencionar conocidas de la corte:

Falamos a Badajoz
musico, discreto, solteyro,
este fora o verdadeyro
mas soltousenos da noz.
Hablamos a Badajoz
músico, discreto, soltero,
éste fuera el verdadero
pero se nos soltó de la nuez.

Otra referencia, ésta de 1547 y nuevamente del dramaturgo, Antonio de Portalegre, lo sitúa como músico de cámara del rey Juan III de Portugal y autor de una novela, Llanto de la Señora camino al Monte Calvário. El cargo real se mantendría al menos hasta 1558, año en el que aparece en una lista de músicos del rey, junto a Gonzalo de Baena.

## Controversia
Juan de Badajoz era nombrado habitualmente por su apellido, Badajoz. Este hecho ha motivado que fuera propuesto por varios autores como el poeta «Badajoz» y «Badajoz el músico» presente en el Cancionero General (1511) de Hernando del Castillo y también como el compositor «Badajos» presente en Cancionero de Palacio. Esta identificación no es unánime y, de hecho, lo mismo podría decirse sobre Garci Sánchez de Badajoz, un autor cuya actividad no se conoce como compositor sino como poeta. También existe la posibilidad de que representen personalidades diferentes.

## Obra

### Atribución probable
- Gonzalo de Baena (1540) – Arte de tanger (Lisboa: Casa de Germam Galharde):
  - «Pange lingua» a 3vv ([Juan de] Badajoz ) [8] [9]

### Perdidas
- António de Portalegre (1547) – Llanto de la Señora camino al Monte Calvário:
  - Romance ([João de] Badajoz músico de la Cámara del Rey Nosso Senhor) [5]

### Atribución incierta
- Cancionero de palacio:[10]
  - «Malos adalides fueron» a 3vv (Badajos)
  - «Mi mal por bien es tenido» a 4vv (Badajos)
  - «¡Oh, suéltame!» a 3vv (Badajos)
  - «Poco a poco me rodea» a 3vv (Badajos)
  - «Puse mis amores» a 3vv (Badajos)
  - «Quien pone su afición» a 3vv (Badajos)
  - «Quien te hizo, Juan pastor» a 3vv (Badajos)
  - «Suspiros, no me sueltes» a 3vv (Badajos)

- Hernando del Castillo (1511) – Cancionero general (Valencia: Cristóbal Kofman):[11]
  - «Carta Benaventurada» (Badajoz)
  - «Mucho en extremo holgara" (Badajoz)
  - «A los animales brutos» (Badajoz el músico)
  - «Amores tristes y crueles» (Badajoz el músico)
  - «Lo vi muchas veces seguro» (Badajoz el músico)
  - «O ymagen de mi gloria» (Badajoz el músico)
  - «Sospiros no me dexeys» (Badajoz el músico)
  - «Todo placer me desplaze» (Badajoz el músico)